# 上士幌站

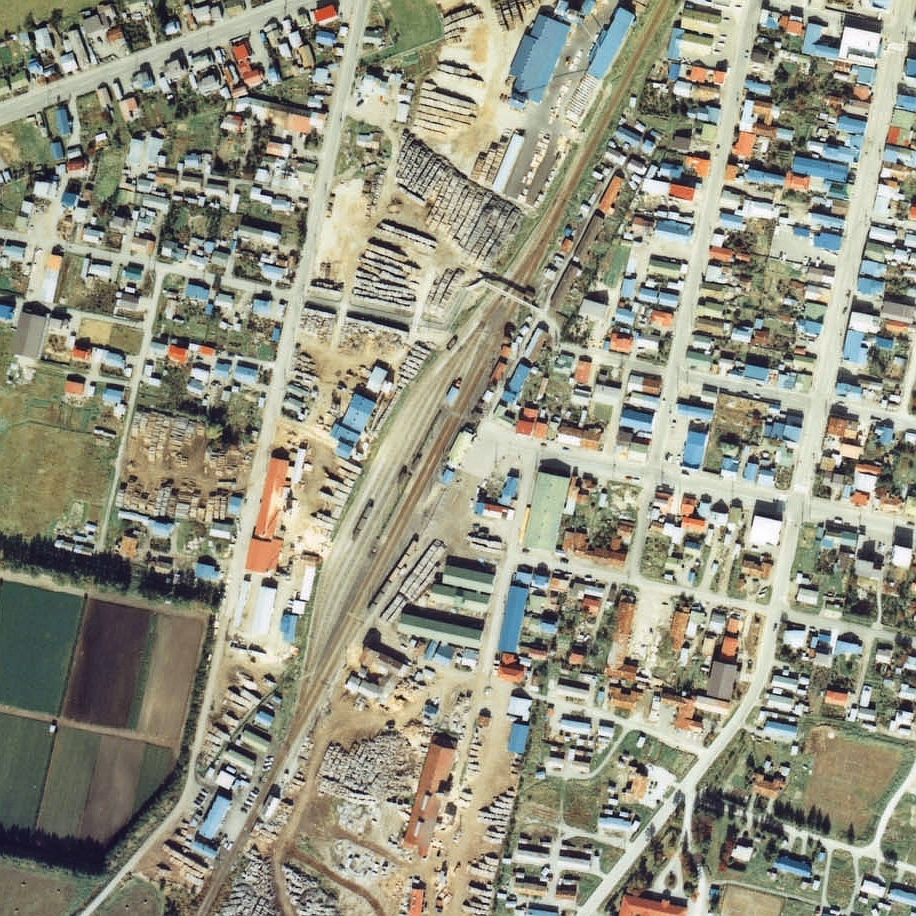
1977年的上士幌站與方圓約500米範圍。上方為糠平方向。當時設有2面2線的相對式月台，在對面的月台上設有候車室，靠近帶廣一方設有一個小型的缺角式月台。靠近糠平一方藍色屋頂的物體是車廠，圖中可看見維護路軌車輛。車站後方設有5條分揀線，車站大樓旁邊設有貨物月台和引込線。車站附近設有木廠，站內堆場與木廠之間設有路軌連接。從車站向左下方延伸深綠色的線是前北海道拓殖鐵道的路軌。

上士幌站（日语：／ Kami-Shihoro eki */?）是位於北海道河東郡上士幌町字上士幌，日本國有鐵道（國鐵）的士幌線車站（廢站）。隨著士幌線全線廢線，車站在1987年（昭和62年）3月23日廢除。曾經此站可轉乘北海道拓殖鐵道線。

## 歷史
- 1926年（大正15年）
  - 7月10日 - 國有鐵道士幌線 士幌站至此站之間開通，此站啟用。當時為一般車站[1]。
  - 同年，王子製紙在上士幌36-37號音更川流送木材陸揚網場至此站堆場之間鋪設了馬車軌道[2]。
- 1930年（昭和5年）3月31日 - 設置蒸氣機車起重機[3]。
- 1931年（昭和6年）
  - 11月15日 -  北海道拓殖鐵道（日语：北海道拓殖鉄道） 中音更至此站之間開通。
  - 王子製紙流送木材陸揚網場遷移至上士幌48號附近。馬車軌道也相應移動[2]。
- 1935年（昭和10年）11月26日 - 士幌線 此站至清水谷站之間開通，成為中途站[4]。
- 1941年（昭和16年） - 王子製紙的木材流送廢除。馬車軌道也廢除[2]。
- 1949年（昭和24年）8月31日 - 北海道拓殖鐵道 東瓜幕至此站之間停運。
- 1982年（昭和57年）11月15日 - 結束處理車載貨物[1]。
- 1984年（昭和59年）2月1日 - 結束處理行李[1]。
- 1987年（昭和62年）3月23日 - 士幌線全線廢除，此站也廢除[1]。

## 車站構造
截至車站廢除前，此站是地面車站，設有2面2線的相對式月台。站內有許多側線。

## 車站周邊
- 北海道道418號上士幌停車場線
- 國道241號（日语：国道241号）、國道273號
- 上士幌町公所
- 帶廣警署（日语：帯広警察署）上士幌駐在所
- 上士幌郵局
- 帶廣信用金庫（日语：帯広信用金庫）上士幌分店
- 上士幌町農業協同組合（JA上士幌町）
- 北海道上士幌高等學校（日语：北海道上士幌高等学校）
- 北海道拓殖巴士（日语：北海道拓殖バス）上士幌營業所
- 十勝巴士（日语：十勝バス）、北海道拓殖巴士「上士幌2區」、「上士幌3區」巴士站

## 現況
車站遺址建設了「交通公園」。曾經公園內放置了客車，後來隨著老化而撤走。公園內於2012年（平成24年）4月28日新設交流設施。

## 相鄰車站
日本國有鐵道
士幌線
北平和－上士幌－萩岡
北海道拓殖鐵道
北海道拓殖鐵道線（率先在1949年廢除）
中音更－上士幌

## 注腳
1. 1 2 3 4  停車場変遷大事典 国鉄・JR編 Ⅱ JTB 1998年10月發行
2. 1 2 3  上士幌町史 補追版 P408-409，王子製紙山林事業史 P105-109。
3. ↑  《貨物積卸機械利用の栞》（日語）（國立國會圖書館數碼化收藏）
4. ↑  JR釧路支社「鉄道百年の歩み」平成13年12月發行。
5. ↑  上士幌町交通公園 （页面存档备份，存于）（日語） - 上士幌町